# جيف روبنسون (لاعب كرة قاعدة)
جيف روبنسون (بالإنجليزية: Jeff Robinson)‏ هو لاعب كرة قاعدة أمريكي، ولد في 13 ديسمبر 1960 في سانتا آنا في الولايات المتحدة.

## وصلات خارجية
- جيف روبنسون على موقع دوري كرة القاعدة الرئيسي (الإنجليزية)
- جيف روبنسون على موقعبيزبول رفرنس.كوم (الدوري الرئيسي) (الإنجليزية)
- جيف روبنسون على موقعبيزبول رفرنس.كوم (الدوري الثانوي) (الإنجليزية)
- جيف روبنسون على موقع إي إس بي إن.كوم (أم.أل.بي) (الإنجليزية)
- جيف روبنسون على موقع مشجعي الرسوم البيانية (الإنجليزية)